# Rolf Sackenheim
Rolf Sackenheim (* 26. September 1921 in Koblenz; † 9. Januar 2006 in Düsseldorf) war ein deutscher Maler und Grafiker.

## Leben und Werk
Sackenheim besuchte Gymnasien in Andernach und Koblen, Er studierte ab 1940 Kunst an der Meisterschule des Deutschen Handwerks (Werkkunstschule) in Trier. Im darauf folgenden Jahr wurde er eingezogen, aber aufgrund einer schweren Verwundung 1942 entlassen. 1943 begann er ein Studium an der Kunsthochschule in Karlsruhe, welches er nach einer zweijährigen Unterbrechung von 1947 bis 1950 bei Karl Hubbuch fortsetzte. 1950 zog er in die Eifel, aquarellierte, zeichnete und erarbeitete theoretische Einblicke in die Malerei. Zwei Jahre später ging er an die Kunstakademie Düsseldorf, wo er im selben Jahr Meisterschüler von Otto Coester wurde. 1958 wurde ihm der Förderpreis des Cornelius-Preises der Stadt Düsseldorf verliehen.
Von 1960 bis 1962 war er als Gastdozent an der Werkkunstschule Krefeld tätig. 1963 ging er als Dozent an die Kunstakademie Düsseldorf, wo er 1965 den Professorentitel erhielt und Leiter einer Klasse für Druckgraphik wurde. Von 1969 bis 1970 und von 1972 bis 1976 fungierte er zudem als stellvertretender Direktor der Kunstakademie. 1984 trat er in den Ruhestand. Außerdem wurde er zum Ehrenmitglied der Kunstakademie Münster ernannt.
Seither lebte er als Maler in Düsseldorf. Seine Bilder, Radierungen und insbesondere abstrakte Graphiken waren in mehreren Ausstellungen zu sehen – sowohl bereits 1959 auf der documenta II in Kassel als auch in Einzelausstellungen (u. a. in Düsseldorf).

## Auszeichnungen
- 1959: Kunstpreis junger westen für Druckgraphik
- 1959: Förderpreis zum Cornelius-Preis der Stadt Düsseldorf

## Werkveröffentlichungen und Bibliografie
- 12 Radierungen. Mappe mit Text. 1962.
- Lob der Graphik – Die Radierung. 1963.
- Bonner Vortrag. 1964.
- Zwischen Schwarz und Weiß – Immatrikulationsrede. 1966.
- Graphik. 3 Bände. 1970–1971.
- Proben I–IV. Druckgraphik und Zeichnungen. Band I–II. 1975–1976.
- Fragmente. Radierungen. 1977.
- London. Fotographien. 1977.

- Impulse. 3 Bände. 1981–1984.
- Rolf Sackenheim : graphische Arbeiten 1950 – 1985. Staatliche Kunstakademie Düsseldorf. Der Kleine Verlag, Düsseldorf 1985, ISBN 3-924166-08-0.
- Paul Good, Die nervöse Hand : zur Semantik der Linien von Rolf Sackenheim. DuMont, Köln 1991, ISBN 3-7701-2969-5.
- Rolf Sackenheim : Handzeichnungen, Druckgraphik und Mappenwerke. Aus dem Besitz des Clemens-Sels-Museums. Museum, Neuss 1992.
- Rolf Sackenheim : Zeichnungen 1946 – 1987. Förderverein Museum Schloss Moyland e. V., Bedburg-Hau 1991.
- Brigitte Schmidt, Manfred Schmidt (eds.), Rolf Sackenheim : Photographien. Galerie Art 204, Düsseldorf 1994.
- Arbeitsgemeinschaft 28 Düsseldorfer Galerien (ed.): Düsseldorfer Avantgarden. Persönlichkeiten, Bewegungen, Orte. Richter Verlag, Düsseldorf 1995, ISBN 3-928762-45-1.
- Paul Good (ed.), Organon & Harfe : der Künstler Rolf Sackenheim. Parerga, Düsseldorf, Bonn 1996, ISBN 3-930450-07-0.
- Rolf Sackenheim : Werke im Wilhelm Lehmbruck Museum Duisburg. Wilhelm Lehmbruck Museum, Duisburg 1996, ISBN 3-89279-525-8. (6. Oktober – 17. November 1996).
- Rolf Sackenheim : kreuz und quer. Galerie Art 204, Düsseldorf 2001.
- Rolf Sackenheim - Zeichnungen, Radierungen, Lithographien. Museum Wiesbaden, Wiesbaden 2003, ISBN 3-89258-052-9. (Museum Wiesbaden, 23. März – 1. Juni 2003)
- Rolf Sackenheim : frühe Sprünge - weite Schwünge. Galerie Art 204, Düsseldorf 2004.
- Sackenheim, Franta, Hofschen, González Bravo. Galerie Art 204, Düsseldorf 2005.